# P&J Live
P&J Live ist eine Mehrzweckhalle in Aberdeen, Schottland, Vereinigtes Königreich. Sie fasst 15.000 Personen (unbestuhlt) oder 10.200 Personen (bestuhlt). Sie liegt im Vorort Bucksburn direkt beim Flughafen Aberdeen International.

## Geschichte
Die Halle ist die Nachfolgerin des Aberdeen Exhibition and Conference Centre, welches 2020 abgerissen wurde. Im Juli 2016 fingen die Bauarbeiten für die neue Halle an. Der Event Complex Aberdeen wurde am 10. August 2019 eröffnet. Der neue Name wurde durch ein Sponsoring mit der Regionalzeitung The Press and Journal ermöglicht.
Zu den Veranstaltungen zählen überwiegend Konzerte und Shows, darunter von Elton John oder Justin Bieber sowie Sportevents, Messen und Ausstellungen. Während der COVID-19-Pandemie war in der Halle ein Impfzentrum eingerichtet.
Nach dem Abriss des AECCs gastiert seit 2020 die Premier League Darts jeweils an einem Spieltag jährlich in der Arena.